# Sean Levert
Pour les articles homonymes, voir Levert.
Sean Levert (28 septembre 1968 - 30 mars 2008 ) était chanteur américain de R&B.

## Biographie
Né aux États-Unis à Cleveland (Ohio), Sean Levert était le fils d'Eddie Levert (en), chanteur leader des O'Jays. Il était l'un des membres du trio R'n'B des années 1980 LeVert, créé avec son frère Gerald Levert et un ami d'enfance Mark Gordon. Avec ce groupe, il a connu plusieurs succès, dont "Baby I'm Ready", "(Pop, Pop, Pop, Pop) Goes My Mind" et "Casanova", ce dernier titre ayant été nommé pour le Grammy de la meilleure performance vocale R&B en duo/groupe et celui de la meilleure chanson R&B. Sean Levert est également apparu dans le film "New Jack City" en 1991.
En 1995, Sean Levert se lance dans une carrière solo avec l'album The Other Side produit entièrement par son frère Gerald en compagnie de Jermaine Dupri.
En 2008, Levert été condamné à 22 mois de prison ferme pour manquement au versement de 89 025 dollars (57 031 euros) de pension alimentaire à ses trois enfants alors âgés de 11, 15 et 17 ans. Alors qu'il purgeait sa peine de prison à Cuyahoga County Jail, il est tombé malade (Accident vasculaire cardiaque). Évacué de sa cellule en toute urgence, il est décédé le 30 mars 2008, une heure après son admission au Lutheran Hospital.